# Wilhelm von Livonius
Carl Werner Wilhelm Livonius, seit 1888 von Livonius, (* 28. August 1840 in Herzberg an der Elster; † 22. Januar 1905 in Berlin) war ein preußischer Generalleutnant.

## Leben

### Herkunft
Livonius war ein Sohn des preußischen Postmeisters und Hauptmanns a. D. Karl Livonius (1784–1859) und dessen Ehefrau Auguste, geborenen Teichelmann (1803–1846). Sein Bruder Otto Livonius wurde Vizeadmiral der Kaiserlichen Marine.

### Militärlaufbahn
Aus dem Kadettenkorps kommend wurde Livonius am 17. Mai 1859 dem 29. Infanterie-Regiment der Preußischen Armee in Trier als charakterisierter Portepee-Fähnrichs überwiesen. Nachdem er am 14. Januar 1860 das Patent zu seinem Dienstgrad erhalten hatte, wurde er kurze Zeit später zum Sekondeleutnant befördert.
Per AKO wurde aus dessen II. Bataillon sowie Bataillonen des 29. Landwehr-Regiments am 1. Mai 1860 das „29. kombinierte Infanterie-Regiment“ gegründet. Das kombinierte Regiment, das am 5. Mai erstmals zusammentrat, wurde durch die AKO des gleichen Tages aus drei Bataillonen des „29. Landwehr-Regiments“ formiert. Mit dem 4. Juli 1860 wurde aus dem „29. kombinierten Infanterie-Regiment“ das 7. Rheinische Infanterie-Regiment Nr. 69. Livonius wurde am 12. Juli 1860 in dieses, deren Garnison Koblenz war, versetzt. Mit diesem kämpfte er im Deutschen Krieg.

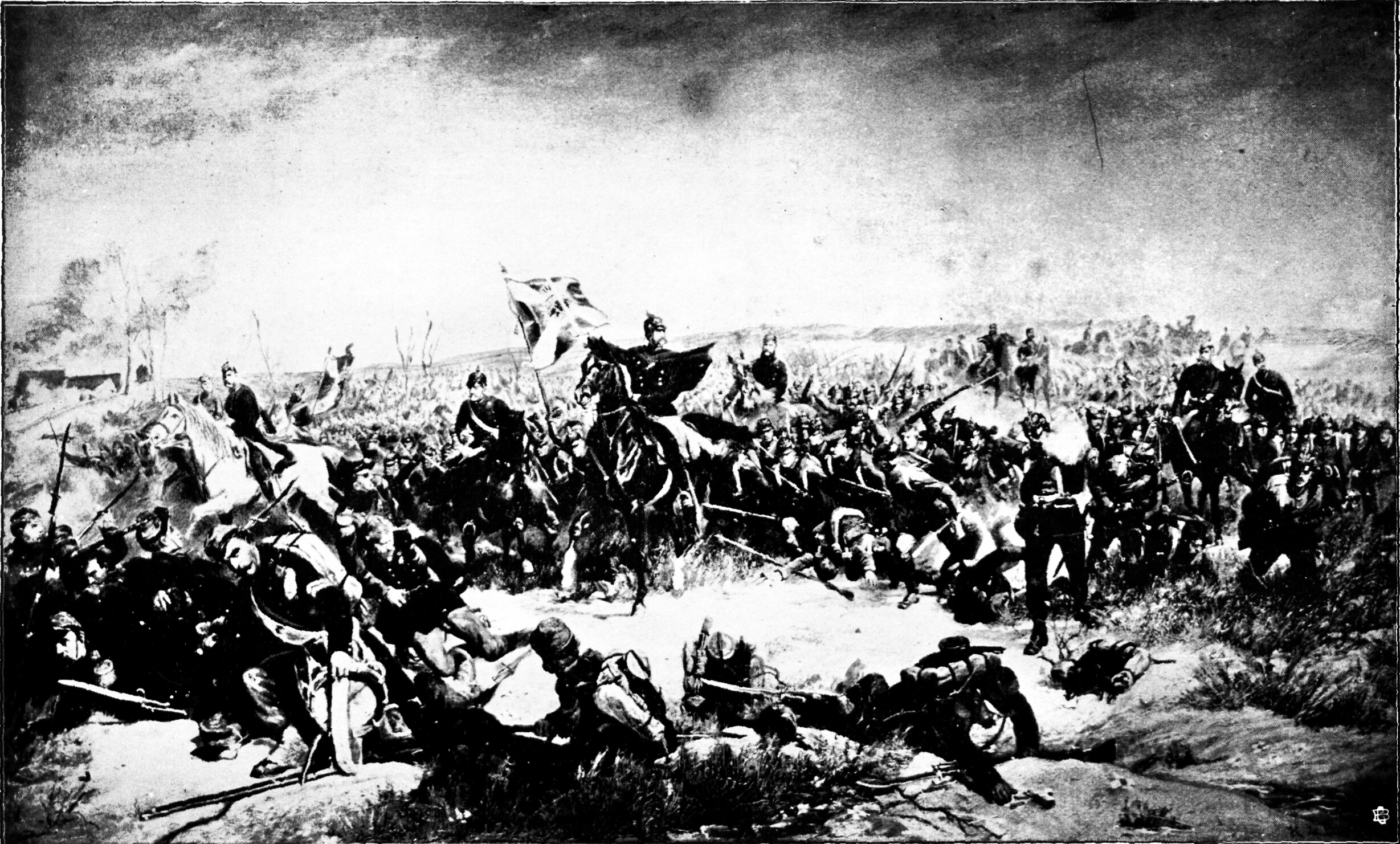
Hugo von Kottwitz mit dem Lübecker Bataillon der 76er

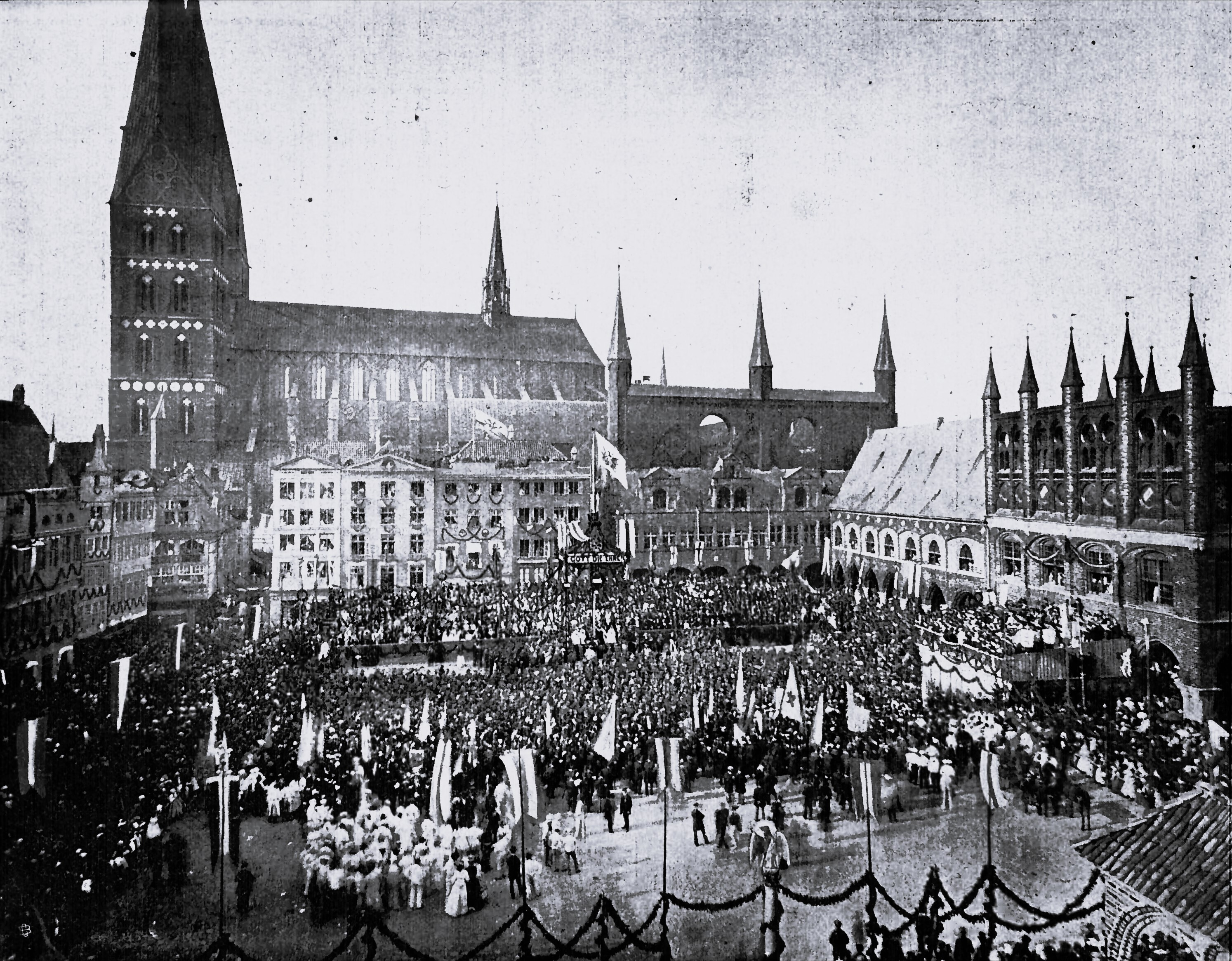
Einzug des siegreichen Bataillons am 18. Juni 1871

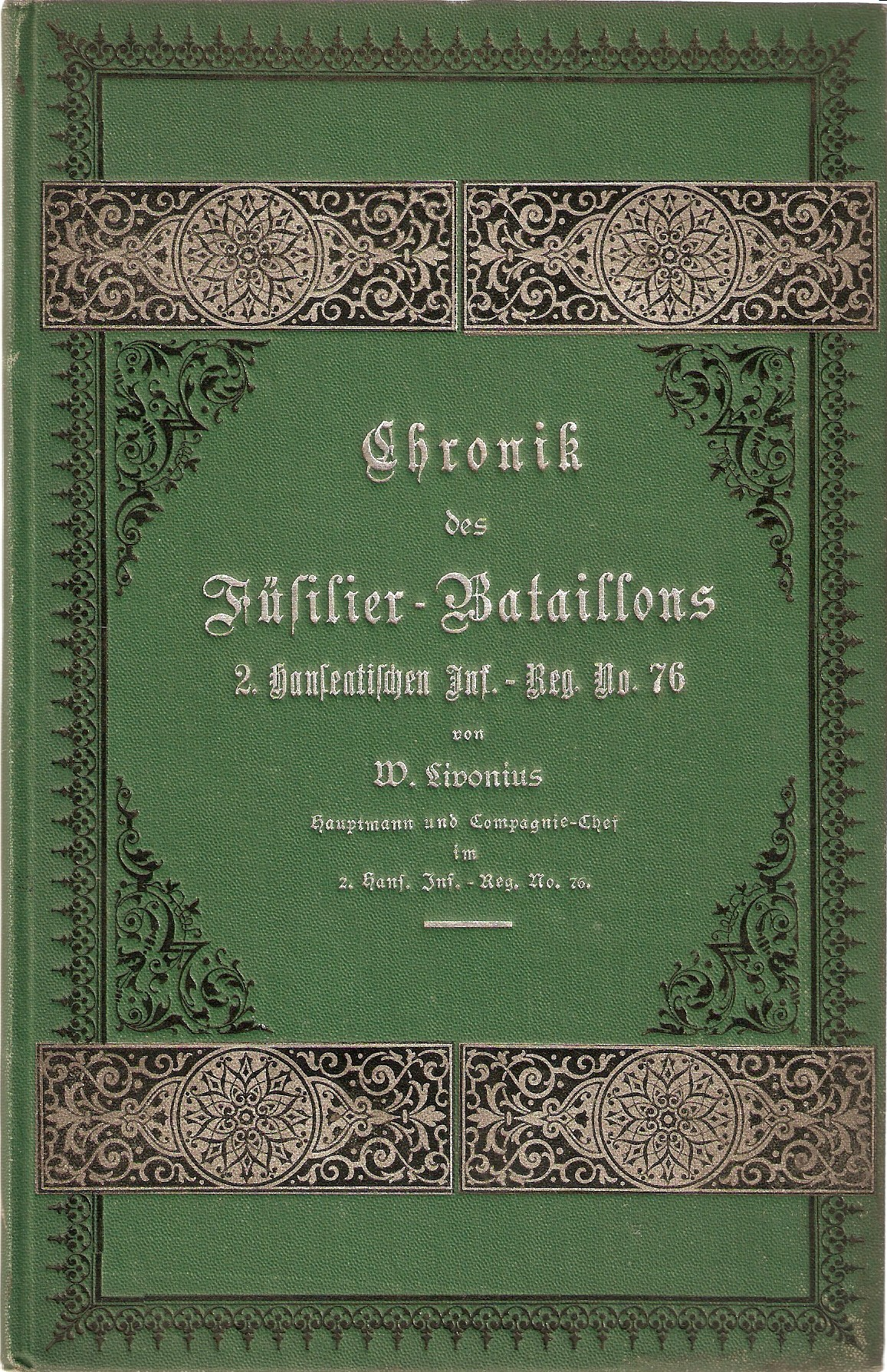

Unter der Beförderung zum  Premierleutnant wurde Livonius am 30. Oktober 1866 in das Bataillon des neuformierten Infanterie-Regiments Nr. 76 nach Hameln versetzt. Das Regiment wurde 1867 mit seinen Musketierbataillonen nach Hamburg und seinem Bataillon der Füsiliere nach Lübeck verlegt und erhielt nun die Bezeichnung 2. Hanseatisches Infanterie-Regiment.
Als Adjutant der 17. Infanterie-Division wurde Livonius am 18. Juli 1870 nach Kiel kommandiert. Im Deutsch-Französischen Krieg nahm er an den Belagerungen von Metz, Toul und Paris teil. Außerdem kämpfte er in den Schlachten von Loigny, Orléans, Beaugency und Cravant und Le Mans, sowie bei den Gefechten bei Dreux, La Madeleine-Bouvet, Bellême, Meung, Fréteval, Morée, Connerré und Thorigné teil. Bei der Schlacht bei Loigny wurde Livonius Zeuge des nachfolgend zitierten Ereignisses, das erst bei dem III. Bataillon und später, als es zum II. Bataillon des 3. Hanseatischen Infanterie-Regiments Nr. 162, seinen Namen „Lübeck“ sollte es erst auf dem Kaisermanöver des Jahres 1904 erhalten, gewandelt wurde, den identitätsstiftenden Mythos des „Lübecker Regiments“ bilden sollte.
Am Tag der Schlacht, es war der 2. Dezember 1870, trat Generalmajor von Kottwitz, Kommandeur der 33. Infanterie-Brigade, welches zu dieser Zeit dem VIII. Armee-Korps unterstand, des Morgens vor das Füsilier-Bataillon und spornte es an „der Tapferkeit der Hanseaten zu gedenken!“ Das Bataillon richtete seinen Angriff nach Norden während die anderen Bataillone sich nach Loigny wandten. Dieser Stoß überraschte die Franzosen derart, das diese von ihrer Flanke her überrannt wurden. Sie flohen in den Ort Fougeu und wurden auch aus diesem vertrieben. 
Nach dem Kriege wurde er nach der Rückkehr in Lübeck unter der Entbindung von seinem Kommando am 24. Juni 1871 zum Hauptmann befördert und zum Chef der Lübecker 10. Kompanie der 76er ernannt. Aus den Lübeckischen Blättern geht hervor, dass er als solcher einer der Beliebtesten gewesen sei.
Für die Lübecker fertigte der Maler August Godtknecht mehrere Aquarelle bezüglich des Lübeckischen Bataillons in diesem Kriege an. Als die Bilder der Entwürfe vorlagen, wurde Livonius mit dem Verfassen der „Chronik des Füsilier-Bataillons“ betraut. Zum 25. Stiftungsfest des Regiments sollte die 1871 angefertigte Chronik von Charles Coleman zur Wiederkehr des 20. Jahrestages der Schlacht von Loigny veröffentlicht werden. Auf Vermittlung des Barons von Kottwitz erhielt Conradt Platzmann eine Audienz beim Großherzog Franz II. zu Mecklenburg-Schwerin zur Namenseinzeichnung in die Livonius'sche Chronik des Füsilierbataillons des 76. Regimentes. Da dieser über wenig Zeit verfügte, nahm die Herzogin Marie von Schwarzburg-Rudolstadt das Werk näher in Augenschein, fand „warme Worte der Anerkennung“ und lud Platzmann zum Essen am nächsten Tage ein. Dort fand das Werk höchste Anerkennung und neben dem Großherzog fanden sich mehrere anwesende hochgestellte Persönlichkeiten zur Namenseinzeichnung bereit.
Außermilitärisch war er als Mitglied der Gemeinnützigen und des Vorstandes der St. Lorenz-Gemeinde. Nicht zuletzt wegen des von ihm verfassten Buches über das Lübecker Bataillon sollte er in Lübeck unvergessen bleiben.
Ab dem 25. Juli 1874, das dazugehörige Patent war auf den 21. Mai datiert, wurde Livonius als Adjutant zum Generalkommando des X. Armee-Korps nach Hannover und ab dem 7. November 1876 in gleicher Funktion in das des III. Armee-Korps nach Berlin abkommandiert. Am 9. Juli 1878 wurde Livonius unter der Belassung in seine Kommando in das Ostpreußische Füsilier-Regiment Nr. 33 nach Danzig versetzt. Zu deren überzähligen Major wurde er am 23. September 1879 befördert und erhielt am 14. März 1882 die Stabsoffizierkompetenz. Unter der Entbindung von seinem Kommando wurde Livonius am 3. Mai 1884 in sein ehemaliges Regiment, dem 7. Rheinischen Infanterie-Regiment Nr. 69, nach Trier versetzt und zum Bataillonskommandeur ernannt. Mit den Funktionen des etatmäßigen Stabsoffiziers wurde er beauftragt, als er am 15. Februar 1887 in das 8. Rheinische Infanterie-Regiment Nr. 70 nach Diedenhofen versetzt wurde. Mit seiner Beförderung zum Oberstleutnant am 22. März 1887 wurde er etatmäßiger Stabsoffizier ernannt.
Unter der Verleihung des Ranges eines Regimentskommandeurs wurde Livonius am 15. November 1887 zum Kommandeur der Bezirkskommandantur I in Berlin. Nachdem er am 17. Juni 1889 zum Oberst befördert worden war, wurde er am 22. Juni als Abteilungschef in das Kriegsministerium versetzt. Dort erhielt er am 27. Januar 1891 Rang und Gebührnisse eines Brigadekommandeurs. Unter der Beförderung zum Generalmajor wurde Livonius am 18. Juni 1892 zum Kommandeur der 4. Infanterie-Brigade in Gumbinnen ernannt.
Am 13. Mai 1895 wurde Livonius zum Kommandanten von Posen ernannt und in dieser Stellung erhielt er am 18. April 1896 den Charakter als Generalleutnant. In Genehmigung seines Abschiedsgesuches wurde Livonius am 7. Juli 1901 mit Pension zur Disposition gestellt und verbrachte seinen Lebensabend in Röversdorf/Schlesien.
Mit großer Anteilnahme, seine ehemaligen Regimenter schickten Deputationen, wurde er 1905 auf dem Invalidenfriedhof in Berlin beigesetzt.

### Familie
Livonius hatte sich am 25. September 1866 in Hammerstein seine Cousine Klara von Livonius (1846–1919) verheiratet. Aus der Ehe gingen vier Kinder hervor:
- Helene (1867–1940) ⚭ 16. Oktober 1894 Walther von Heyden-Nerfken
- Olga (* 1869) ⚭ 6. Oktober 1890 Paul Kohlstock
- Willy (1871–1946), preußischer Generalmajor
- Karl Otto (1875–1914)

## Werke
- Chronik des Füsilier-Bataillons. 2. Hanseatischen Infanterie-Regiment No. 76. Von der Errichtung bis zur Rückkehr aus dem Feldzug 1870–71. Verlag Nöhring. Lübeck 1891. Faksimiles handschriftlicher Einschreibungen des Kaiser Wilhelms vom 18. Januar 1872 und Geibels aus dem Jahr 1871 sind dem Buche Voran- bzw. Nachgestellt.

## Auszeichnungen
Livonius wurde am 19. September 1888 „in Anerkennung seines hervorragenden Verhaltens vor dem Feinde wie auch seiner guten Dienste im Frieden“ in Münchberg in den erblichen preußischen Adelsstand erhoben. Er war außerdem Inhaber folgender Orden und Ehrenzeichen:
- Stern zum Roter Adlerorden II. Klasse mit Eichenlaub
- Kronen-Orden I. Klasse
- Eisernes Kreuz (1870) II. Klasse
- Mecklenburgisches Militärverdienstkreuz II. Klasse
- Bayerischer Militärverdienstorden II. Klasse mit Schwertern
- Verdienstkreuz für Auszeichnung im Kriege
- Oldenburgischer Haus- und Verdienstorden des Herzogs Peter Friedrich Ludwig
- Kontur II. Klasse des Friedrichs-Orden
- Großkreuz des Albrechts-Orden

## Verweisstruktur